# POS-кредитование
POS-кредитование (от сокр. англ. «point of sales», англ. POS financing) — вид потребительского кредита, выдаваемый непосредственно в торговых точках. Отличаются повышенными ставками и коротким сроком рассмотрения заявки, что обеспечивается экспансией различных фин-тех компаний.
По исследованию Rachel Green от 2019 года, проведенного на основе тенденции POS-кредитование в США были сделаны ряд выводов:
- Модель «купи сейчас, заплати позже» обеспечивает мгновенное удовлетворение, способствуя привлечению молодых потребителей.
- POS-кредитование — альтернатива кредитным картам, в которой заинтересованы более половины миллениалов и людей, родившихся после 2000-х.
- Популярность POS-кредитование основана на боязни и непонимании принципа работы кредитных карт: POS-кредиты преодолевают растерянностью потребителей, предлагая прозрачные условия кредитования.

В работе Кузьмина от 2012 года была проанализирована ситуация на рынке POS-кредитования и указан ряд проблем: проблемы, которые предстают перед кредиторами и проблемы, на которые обращают внимание заемщики. К первым относятся:
- оценка кредитоспособности заемщика;
- недостоверность предоставления информации заемщиком;
- проблема фондирования активных операций;
- эффект масштаба.

Ко вторым относятся:
- качество обслуживания клиентов;
- стоимость кредитования;
- навязывание дополнительных услуг;
- инфраструктурные проблемы;
- решение конфликтных ситуаций.

На конец 2019 года в России большинство банков и крупных кредитных организаций вышли из этого рынка ввиду его убыточности.
В период с 2014 по 2019 гг. объем POS-кредитования в России показывал медленный, но стабильный рост, увеличившись за 5 лет на 16%. В конце 2019 года произошло замедление и темпы прироста оказались отрицательными, а во время локдауна в 2020 году объем продаж таких кредитов уменьшился более чем в 2 раза. В марте 2021 года темп прироста показал положительную динамику, однако, только два российских банка показали уверенный рост и наращивание объемов портфелей – МТС Банк и Тинькофф Банк.